# مندوب المبيعات الضاحك
مندوب المبيعات الضاحك (باليابانية: 笑ゥせぇるすまん) مانغا كوميديا سوداء يابانية من تأليف فوجيكو فوجيو، أنتجت إلى أنمي تلفزيوني من قبل استوديو شين-إي أنيميشن

## القصة
"اسمي هو فوكوزو موغورو ويُدعوني الناس بمندوب المبيعات الضاحك. كلا، لستُ مندوب مبيعات عادي. كون ما أبيعه هو الروح البشرية ذاتها. هوووهوهوهو.
أنا هنا لأملأ الفراغ في روح كل الأناس الوحيدين في هذا العالم من كبار وصغار، إناثًا كانوا أم ذكورًا. لا، لن أقبل منك قطعة نقدية واحدة بالمقابل. طالما زبوني راضٍ فهذا هو الأجر الوحيد الذي يكفيني. أتسأل الآن أي نوع من العملاء سأخدم اليوم؟ هوووهوهوهو."

## روابط خارجية
- مندوب المبيعات الضاحك على موقع IMDb (الإنجليزية)
- مندوب المبيعات الضاحك على موقع نتفليكس (الإنجليزية)
- مندوب المبيعات الضاحك على موقع كينوبويسك (الروسية)
- مندوب المبيعات الضاحك على موقع قاعدة بيانات الفيلم (الإنجليزية)
- مندوب المبيعات الضاحك على موقع ANN anime (الإنجليزية)